# Bibliotheken in Leipzig
Die Stadt Leipzig beherbergt zahlreiche Bibliotheken und Archive.
Die ersten Büchersammlungen gehen auf die Mönche der Klöster St. Thomas (Augustiner), St. Georg (Benediktiner), St. Paulus (Dominikaner) und Zum Heiligen Geist (Franziskaner) zurück. Zudem führte die Universität Leipzig einige für Professoren zugängliche Bestände. Nach der Reformation und der damit einhergehenden Auflösung der Klöster wurde 1539 die Universitätsbibliothek Leipzig (Bibliotheca Albertina) gegründet, die größte Bibliothek Sachsens. Im 19. Jahrhundert wurde sie zur umfangreichsten Universitätsbibliothek Deutschlands.
Das Vermächtnis von Huldreich Groß führte 1711 zur Gründung der Ratsbibliothek (Bibliotheca senatus lipsiensis), der späteren Stadtbibliothek Leipzig. Während der Luftangriffe auf Leipzig 1943 wurde der überwiegende Bestand der Bibliothek zerstört. Heute zählt die Musikbibliothek Leipzig, ein Teil der Stadtbibliothek, zu einer der größten Fachbibliotheken der Bundesrepublik. Im 18. Jahrhundert etablierten sich Lese- und Leihbibliotheken, welche vom Bürgertum genutzt wurden. 1828 kauft Anton Philipp Reclam eine Leihbibliothek, das Literarisches Museum, und gründete den Reclam-Verlag. Im selben Jahrhundert entstanden Arbeiterbibliotheken unter der Leitung August Bebels. Außerdem wurden in Leipzig die Bibliothek der Deutschen Gesellschaft, die Comenius-Bibliothek, die Geographische Zentralbibliothek, Frauenbibliothek MONAliesA, die Umweltbibliothek Leipzig und die Deutsche Zentralbücherei für Blinde gegründet.
Im Jahr 1912 entstand die bekannteste der Leipziger Bibliotheken, die vom Börsenverein der Deutschen Buchhändler ins Leben gerufene Deutsche Bücherei, seit 2006 ist sie ein Standort der Deutschen Nationalbibliothek.

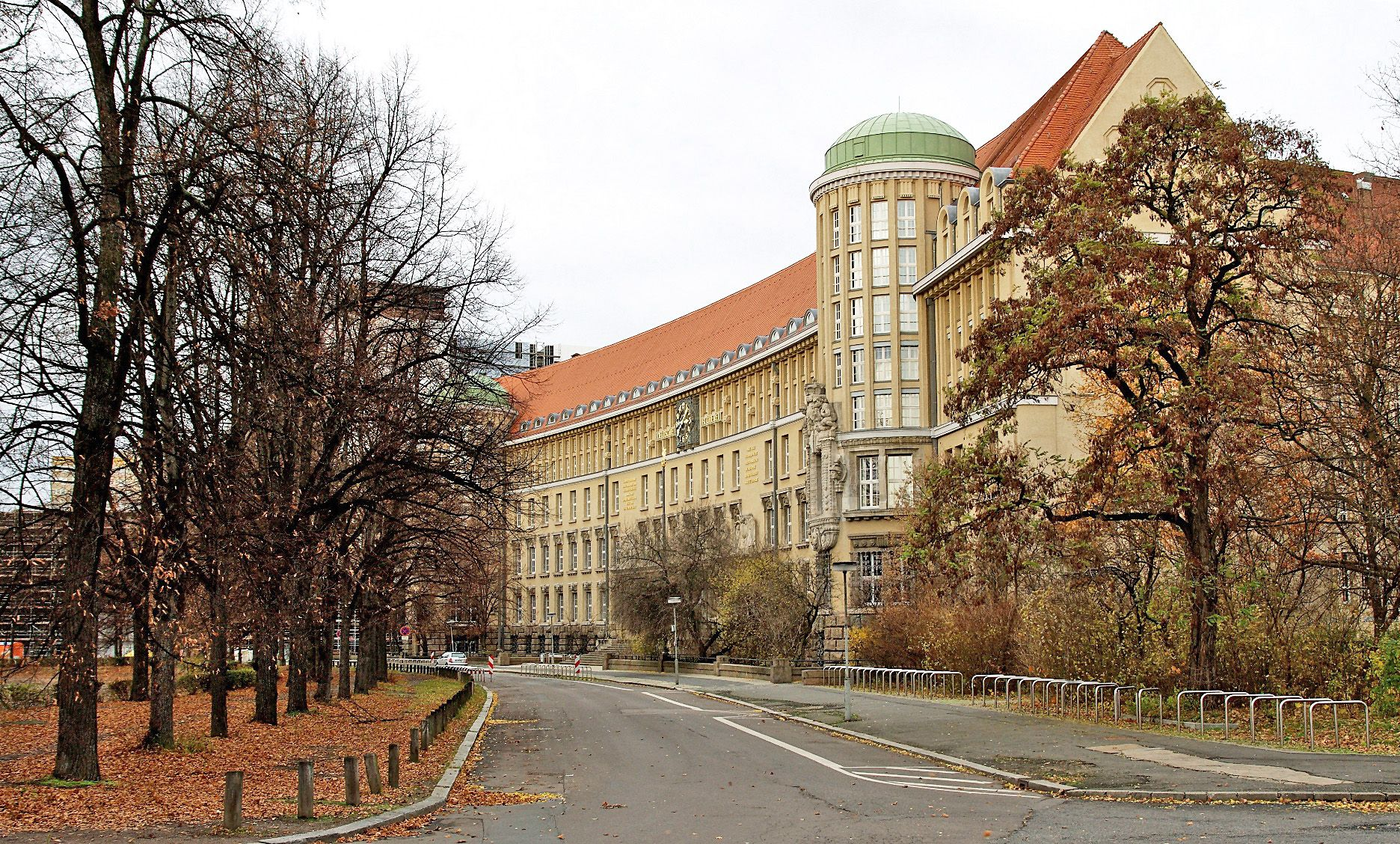
Deutsche Nationalbibliothek (DNB), ehemals Deutsche Bücherei (DBB), am Standort in Leipzig

## Universal-Bibliotheken
- Deutsche Nationalbibliothek
- Stadtbibliothek Leipzig mit 15 Zweigstellen
- Universitätsbibliothek Leipzig
- Deutsches Zentrum für barrierefreies Lesen (ehemals Deutsche Zentralbücherei für Blinde)

## Kulturinstitute
- Bibliothek des Polnischen Instituts Leipzig
- Bibliothek des Simon-Dubnow-Instituts für jüdische Geschichte und Kultur an der Universität Leipzig
- Information Resource Center (IRC) des Amerikanischen Generalkonsulats Leipzig
- Mediathek des Instituts français de Leipzig
- Québec-Archiv des Québec-Studienzentrums – Centre d’Études Québécoises (CEQUIL) der Universität Leipzig

## Bildungseinrichtungen
- Bibliothek der Berufsakademie Leipzig
- Bibliothek der Handelshochschule Leipzig
- Bibliothek der Henriette-Goldschmidt-Schule Leipzig – Berufliches Schulzentrum Sozialwesen der Stadt Leipzig
- Bibliothek der Hochschule für Grafik und Buchkunst Leipzig
- Bibliothek der Hochschule für Musik und Theater „Felix Mendelssohn Bartholdy“ Leipzig
- Bibliothek der Hochschule für Telekommunikation Leipzig
- Bibliothek der HTWK Leipzig

## Naturwissenschaften

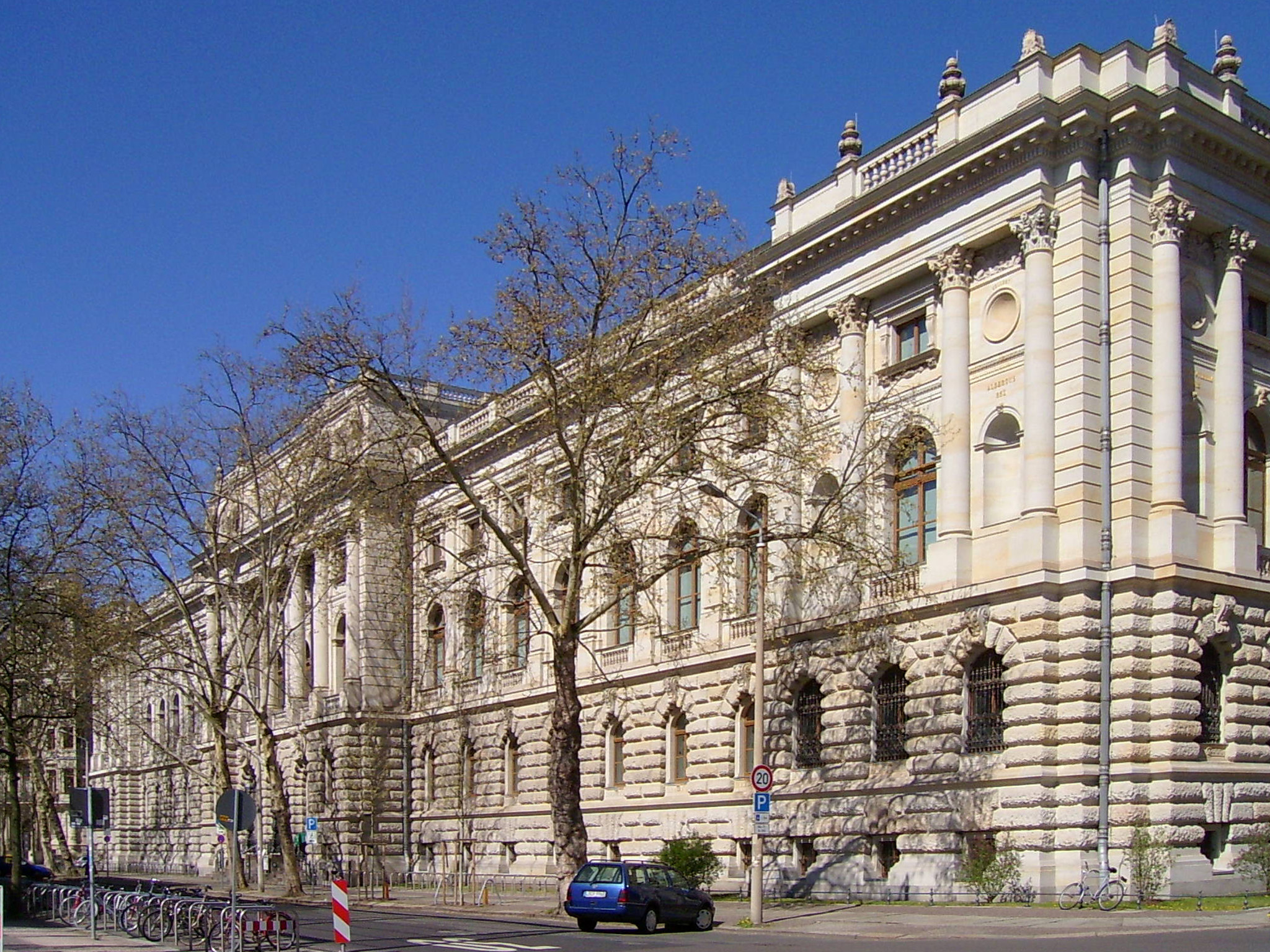
Hauptgebäude Bibliotheca Albertina

## Behörden und öffentliche Verwaltung

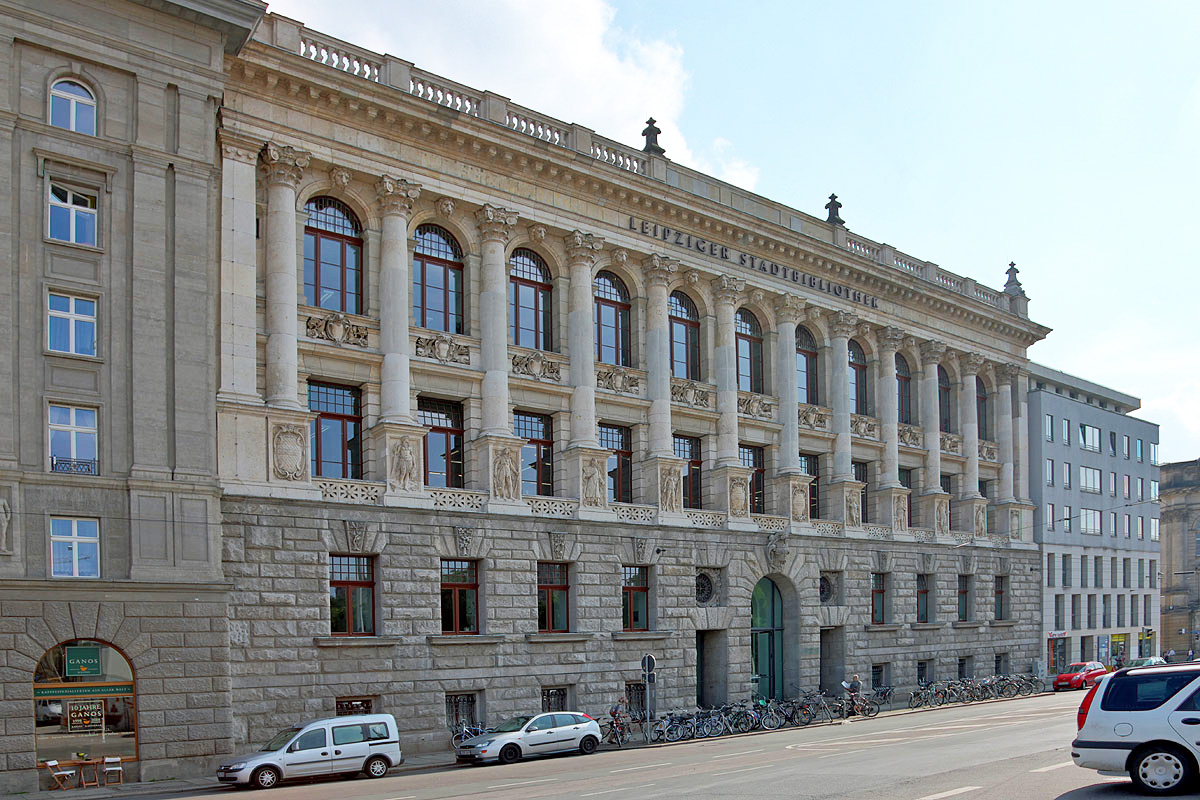
Das Gebäude des Alten Grassimuseums (heute: Stadtbibliothek)

- Bibliothek der Bundeswehr des Wehrbereichskommandos III – Außenstelle Leipzig
- Bibliothek des Amts für Statistik und Wahlen der Stadt Leipzig
- Bibliothek des Amtsgerichts Leipzig
- Bibliothek des Arbeitsgerichts Leipzig
- Bibliothek des Bundesverwaltungsgerichts
- Bibliothek der Deutschen Rentenversicherung Mitteldeutschland
- Bibliothek der Justizvollzugsanstalt Leipzig mit Krankenhaus
- Bibliothek des Landgerichts Leipzig
- Bibliothek des Sozialgerichts Leipzig
- Bibliothek des Staatsarchivs Leipzig
- Bibliothek des Verwaltungsgerichts Leipzig
- Verwaltungsbibliothek der Stadt Leipzig im Neuen Rathaus, betrieben von den Leipziger Städtischen Bibliotheken

## Erziehungswissenschaft und Pädagogik

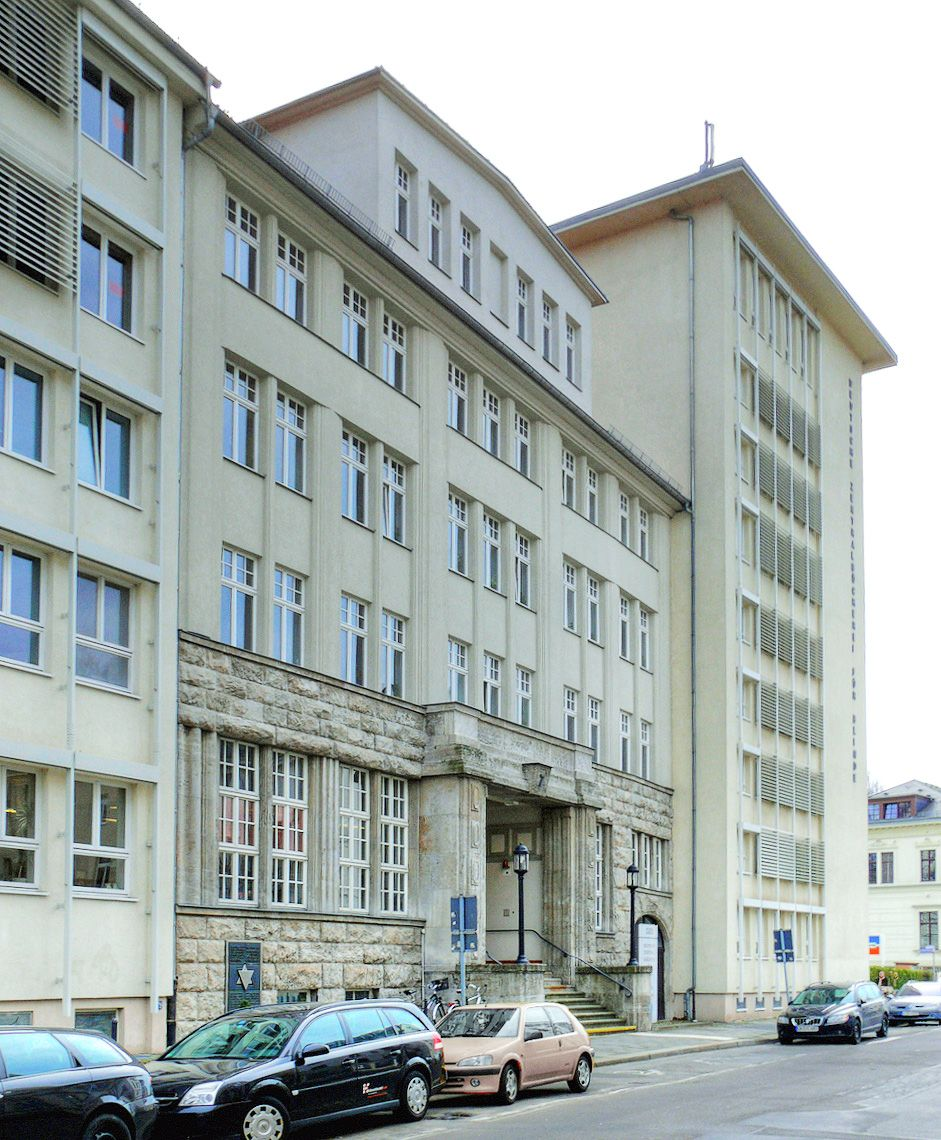
Die Deutsche Zentralbücherei für Blinde zu Leipzig

## Die Stadt Leipzig betreffend
- Archiv Pro Leipzig
- Bibliothek des Stadtgeschichtlichen Museums Leipzig
- Dokumentations-, Informations- und Pressearchiv der Leipziger Volkszeitung
- Regionalkundliche Bibliothek der Leipziger Stadtbibliothek
- Stadtarchiv Leipzig
- Universitätsarchiv Leipzig

## Literatur und Sprache

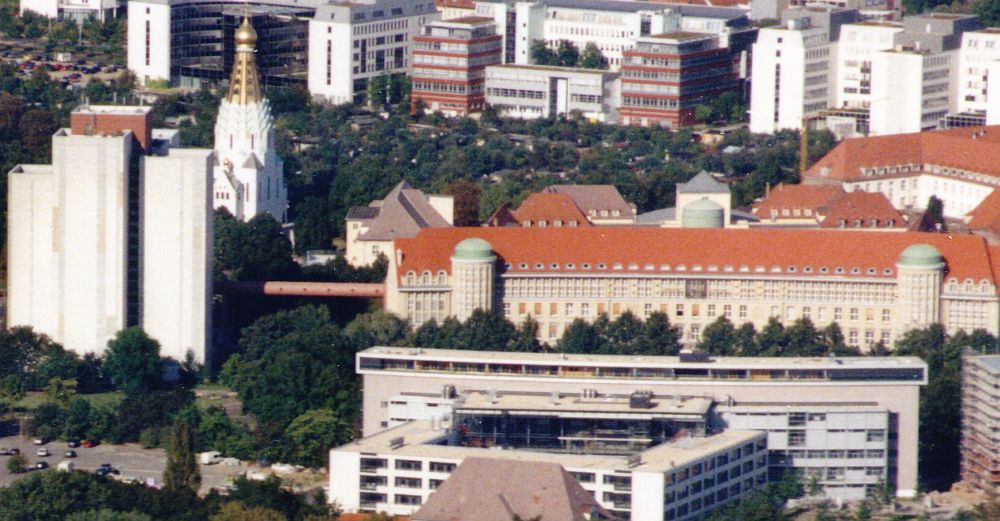
Deutsche Bücherei mit Bücherturm (Bildmitte links). Am unteren Bildrand: MPI für evolutionäre Anthropologie